# 山本健兒
山本 健兒（1895年9月20日—1975年4月14日）為日本陸軍軍人。最終階級為陸軍中將。

## 經歷
高知縣出身。山本雄秀的二男。就讀過縣立中學海南學校、大阪陸軍地方幼年學校、中央幼年學校。1916年（大正5年）5月、陸軍士官學校（28期）畢業。同年12月、任官步兵少尉擔任步兵第62連隊付。1923年（大正12年）11月、日本陸軍大學校（35期）畢業。
兵种轉為航空兵科、1924年（大正13年）2月起至10月進行飛航駕駛學生訓練。同年10月、成為飛行第5大隊付、飛行第5連隊付、同連隊中隊長。歴任陸軍航空本部員、下志津陸軍飛行學校教官、1931年（昭和6年）8月、昇進航空兵少佐。
1933年（昭和8年）8月、就任陸軍省軍務局課員、1935年（昭和10年）8月、進級航空兵中佐。同年12月、成為飛行第12連隊付、擔任航空本部員。1938年（昭和13年）3月、昇進航空兵大佐就任航空本部第3課長。
1938年12月、派令為陸軍航空總監部第2課長兼航空本部第4課長、接著獲委任為飛行第12戰隊長。參加諾門罕事件。1941年（昭和16年）7月、就任第7飛行團長。同年8月、進級陸軍少將迎接太平洋戰爭、參加南方諸種作戰。
1942年（昭和17年）12月、為濱松陸軍飛行學校幹事、擔任同校校長。1944年（昭和19年）6月、就任代理第8飛行師團長擔任台灣防空任務。同年10月、升進陸軍中將、真除為第8飛行師團長。在台灣迎接終戰、1946年（昭和21年）復員。